# Winfried Mack

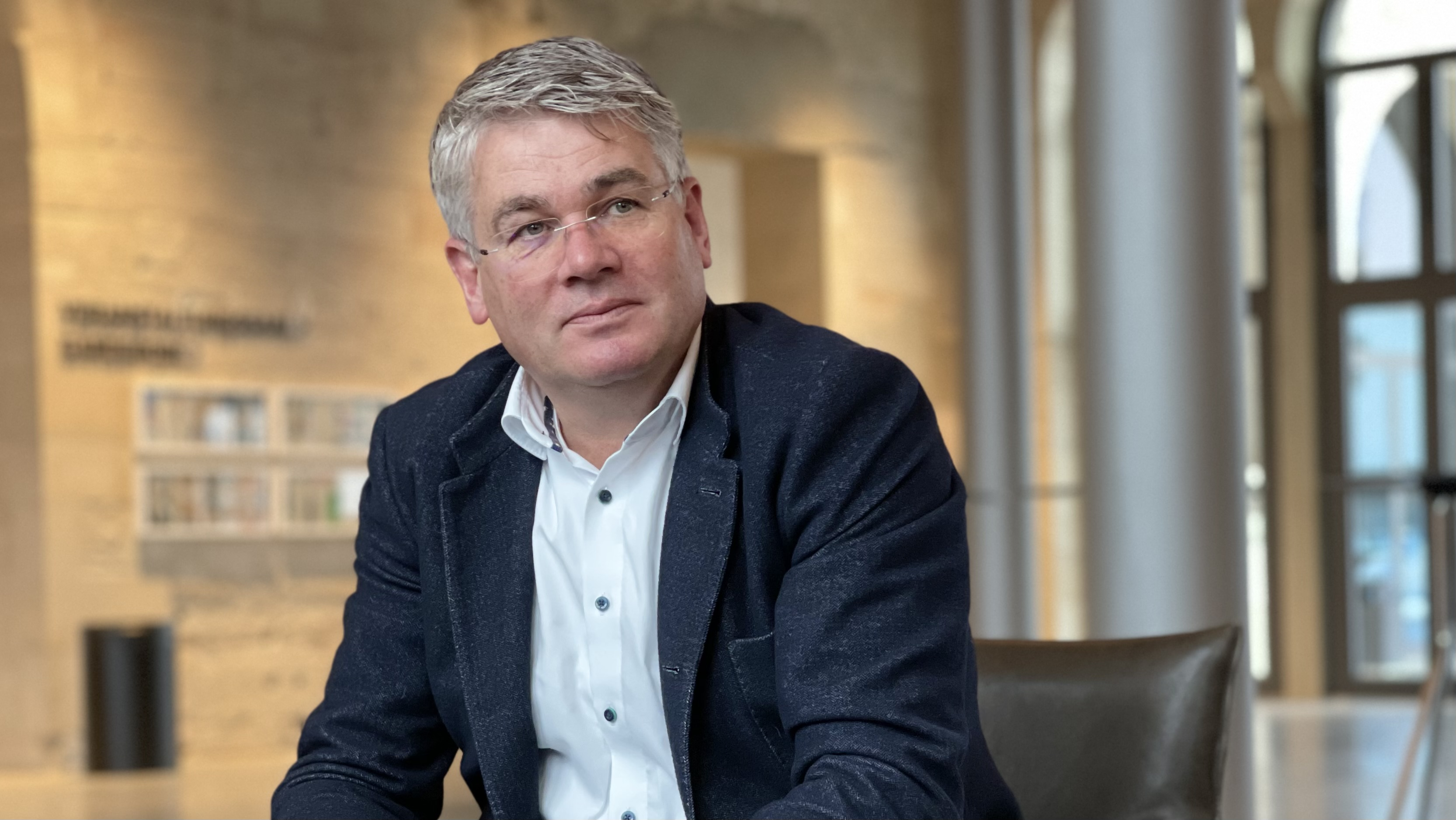
Winfried Mack MdL

Winfried Erlolf Mack (* 6. August 1965 in Ellwangen) ist ein deutscher Politiker der CDU. Er ist seit 2001 Mitglied des Landtages von Baden-Württemberg und seit 2021 wirtschaftspolitischer Sprecher der CDU-Landtagsfraktion Baden-Württembergs. Seit Ende Januar 2023 ist Mack auch wirtschaftspolitischer Bundessprecher der Union.

## Ausbildung und Beruf
Winfried Mack machte sein Abitur am Hariolf-Gymnasium in Ellwangen und leistete danach seinen Grundwehrdienst beim Panzergrenadierbataillon 303 ab. Er studierte von 1987 bis 1992 Verwaltungswissenschaften in Konstanz mit Abschluss zum Diplom-Verwaltungswissenschaftler.
Er absolvierte sein Verwaltungsreferendariat beim Landratsamt Ostalbkreis, beim Regierungspräsidium Stuttgart, beim Verkehrsministerium Baden-Württemberg, bei der Hochschule für Verwaltungswissenschaften in Speyer und beim Wirtschafts- und Sozialausschuss der Europäischen Union in Brüssel. 1995 legte er das Assessorexamen beim Innenministerium in Stuttgart ab. In den Jahren 1995 bis 2001 war er beim Staatsministerium Baden-Württemberg tätig, unter anderem als Referatsleiter für Grundsatzfragen der Landespolitik bei Ministerpräsident Erwin Teufel.

## Politische Tätigkeit
Seit 1999 gehört er dem Landesvorstand der CDU Baden-Württemberg an und war von 2011 bis 2017 dessen stellvertretender Landesvorsitzender. Im Kreisverband der CDU Ostalb bringt sich Winfried Mack seit 1993 ein und ist derzeit als stellvertretender Kreisvorsitzender aktiv. Im Zeitraum von 1992 bis 1997 war er zudem Kreisvorsitzender der Jungen Union Ostalb und blieb ihr seither stets verbunden.
Im Ostalbkreis war er bereits von 1999 bis 2016 Kreisrat und zog nach einer kurzen Unterbrechung bei der Kommunalwahl 2024 erneut in das Gremium ein. Innerhalb des Kreistages setzt er sich besonders als Mitglied im Verwaltungsrat der Kliniken Ostalb gkAöR und Betriebsausschuss Klinikimmobilien ein. In der Zeit von 2006 bis 2010 vertrat er als stellvertretendes Mitglied des Ausschusses der Regionen der Europäischen Union das Land Baden-Württemberg in Brüssel.
Bei der Landtagswahl am 10. April 2001 zog er über das Direktmandat im Wahlkreis Aalen in den Landtag von Baden-Württemberg ein. 2006, 2011, 2016 und 2021 wurde er direkt wiedergewählt. Dabei war er vom 21. Juli 2005 bis zum Mai 2011 Vorsitzender des Ständigen Ausschusses im Landtag. Er war von 2011 bis 2021 stellvertretender Fraktionsvorsitzender der CDU-Landtagsfraktion Baden-Württemberg. Nach der Landtagswahl 2011 kandidierte Winfried Mack als einfaches CDU-Landesvorstandsmitglied als neuer CDU-Landesvorsitzender und trat damit gegen den seitherigen Generalsekretär von Stefan Mappus, Thomas Strobl, an. Durch die Kandidatur wollte er einen Beitrag zur Erneuerung der CDU Baden-Württemberg leisten. Er unterlag jedoch auf dem Landesparteitag in Ludwigsburg im Juli 2011, wurde aber im Anschluss zum stellvertretenden CDU-Landesvorsitzenden gewählt. Seit 2021 ist Mack wirtschaftspolitischer Sprecher und Vorsitzender des Arbeitskreises Wirtschaft, Arbeit und Tourismus seiner Fraktion. Ende Januar 2023 wurde Mack bei einem Treffen aller wirtschaftspolitischen Sprecher der Fraktionen von CDU und CSU aus Bund und Land in Aying zum neuen wirtschaftspolitischen Bundessprecher der Union gewählt. Im Februar 2025 wurde erneut als Kandidat für die Landtagswahl 2026 nominiert.
Im Mai 2020 hat Winfried Mack die Initiative für ein Pandemiegesetz ergriffen. Als erster Landtag in Deutschland verabschiedete das Parlament dann am 23. Juli 2020 ein Gesetz über den Erlass infektionsschützender Maßnahmen. Demnach treten Corona-Verordnungen in Baden-Württemberg automatisch außer Kraft, wenn ihnen der Landtag nicht zustimmt. Mack forderte im Februar 2022 auch, der hoheitliche Staat müsse in der Corona-Politik wieder den Rückzug antreten. Winfried Mack trat vielfach für den Erhalt des Industriestandortes Baden-Württemberg und für die Ermöglichung einer Klimaneutralen Produktion durch Infrastrukturinvestitionen und eine entsprechende Gesetzgebung ein. Auf seine Initiative hin verabschiedete die CDU-Landtagsfraktion im September 2023 die Beschlussvorlage „Wirtschaftsstandort stärken - Versorgungssicherheit erhalten - Klimaziele ermöglichen!“. Besonders aktiv setzt sich Mack für die Weiterentwicklung der Hochschule Aalen ein, die er als bedeutendste HAW in Baden-Württemberg sieht. Auch die stagnierende Wirtschaft und das ausbleibende Wachstum Deutschlands waren für Mack und die baden-württembergische CDU-Landtagsfraktion Anlass, den Innovationsmotor Baden-Württemberg in den Vordergrund zu rücken, weshalb im Februar 2025 unter Federführung des Fraktionsarbeitskreises Wirtschaft das Papier "Innovation als Treiber für eine wettbewerbsfähige und zukunftsfähige Wirtschaft – Unsere Vision für Baden-Württemberg" verabschiedet wurde.
Winfried Mack engagierte sich intensiv für den Erhalt der St. Anna-Virngrundklinik in Ellwangen. Er kritisierte die Pläne der Landkreisverwaltung und des Klinikvorstands, die Klinik zu schließen, und betonte, dass dies die medizinische Versorgung im östlichen Ostalbkreis erheblich schwächen würde. Mack argumentierte, dass die Schließung der Klinik nicht nur die Gesundheitsversorgung der Bevölkerung gefährde, sondern auch wirtschaftlich nachteilig sei, da dadurch langfristig höhere Kosten für den Landkreis entstehen könnten. Zusammen mit Oberbürgermeister Michael Dambacher und weiteren Kreisräten entwickelte Mack ein Konzept zur Rettung der Klinik. Dieses sah unter anderem den Erhalt der Notaufnahme, eine engere Verzahnung der chirurgischen Abteilungen in Aalen und Ellwangen sowie eine Zusammenarbeit mit dem Bundeswehrkrankenhaus Ulm vor. Durch diese Maßnahmen sollte die Klinik als Grundversorger erhalten und gleichzeitig Einsparungen für den Ostalbkreis erzielt werden. Des Weiteren setzte sich Mack vehement gegen die Pläne der Kassenärztlichen Vereinigung Baden-Württemberg (KVBW) ein, die Bereitschaftspraxis in Ellwangen zu schließen. Er bezeichnete diese Entscheidung als "Bankrotterklärung" der KVBW und forderte den baden-württembergischen Gesundheitsminister auf, einzuschreiten, um die medizinische Versorgung der Bevölkerung sicherzustellen.

## Sonstige Mitgliedschaften und Ämter
Winfried Mack ist seit 2020 Ehrensenator der Hochschule Aalen. und Vorsitzender des Landesverbands der Abendrealschulen in Baden-Württemberg. Des Weiteren bringt er sich als Mitglied der Kuratorien der Internationalen Musikschulakademie Kulturzentrum Schloss Kapfenburg und der Hochschule Aalen im Bereich Technik und Wirtschaft aktiv für die wissenschaftliche sowie kulturelle Vielfalt in der Region ein.
Seit 2016 ist er als Mitglied dem Aufsichtsrat der Baden-Württembergischen Bank beigeordnet. Mitglied des Aufsichtsrates der Baden-Württemberg-Stiftung ist er seit 2006. In den Jahren 2009 bis 2014 war er im Verwaltungsrat der Kreissparkasse Ostalb.
Seit 2016 ist er als Mitglied dem Aufsichtsrat der Baden-Württembergischen Bank beigeordnet. Mitglied des Aufsichtsrates der Baden-Württemberg-Stiftung ist er seit 2006. In den Jahren 2009 bis 2014 war er im Verwaltungsrat der Kreissparkasse Ostalb.

## Publikationen
Im Juli 2014 veröffentlichte Winfried Mack zusammen mit dem ehemaligen Ministerpräsidenten Erwin Teufel das Buch „Aus der Krise lernen. Auf dem Weg zu einer weltoffenen und humanen Gesellschaft“. Das Buch ist im Herder Verlag erschienen und enthält Beiträge von Heiner Geißler, Paul Kirchhof, Renate Köcher, Manfred Spitzer, Kurienkardinal Peter Turkson sowie den Politikwissenschaftlern Christoph Knill und Edgar Grande.
2018 veröffentlichte Mack als Herausgeber das Buch Zwischen Offenheit und Abschottung. Es handelt von dem Erfolg populistischer Parteien in Europa und den gesellschaftlich-politischen Konsequenzen, die daraus resultieren. Es wurde im September 2018 in der baden-württembergischen Landesvertretung in Berlin vorgestellt.

## Öffentliche Wahrnehmung
In einem Porträt in den Aalener Nachrichten wird er charakterisiert als „Einer, dem es irgendwie gelungen ist, sich seinen jugendlich-spitzbübischen Charme scheinbar dauerhaft zu erhalten“.

## Familie und Privates
Winfried Mack ist verheiratet mit Bettina Vierkorn-Mack und lebt in Ellwangen/Jagst. Er ist katholischer Konfession und Vater von drei Kindern.